# آبشار وایهیلاو
آبشار وایهیلاو (به انگلیسی: Waihilau Falls) آبشاری است در کشور ایالات متحده آمریکا که ۷۹۲ متر ارتفاع دارد.  این آبشار سیزدهمین آبشار بلند جهان است.